# زندگی روزمره

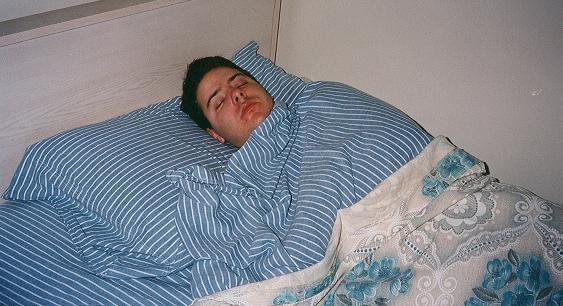
خوابیدن

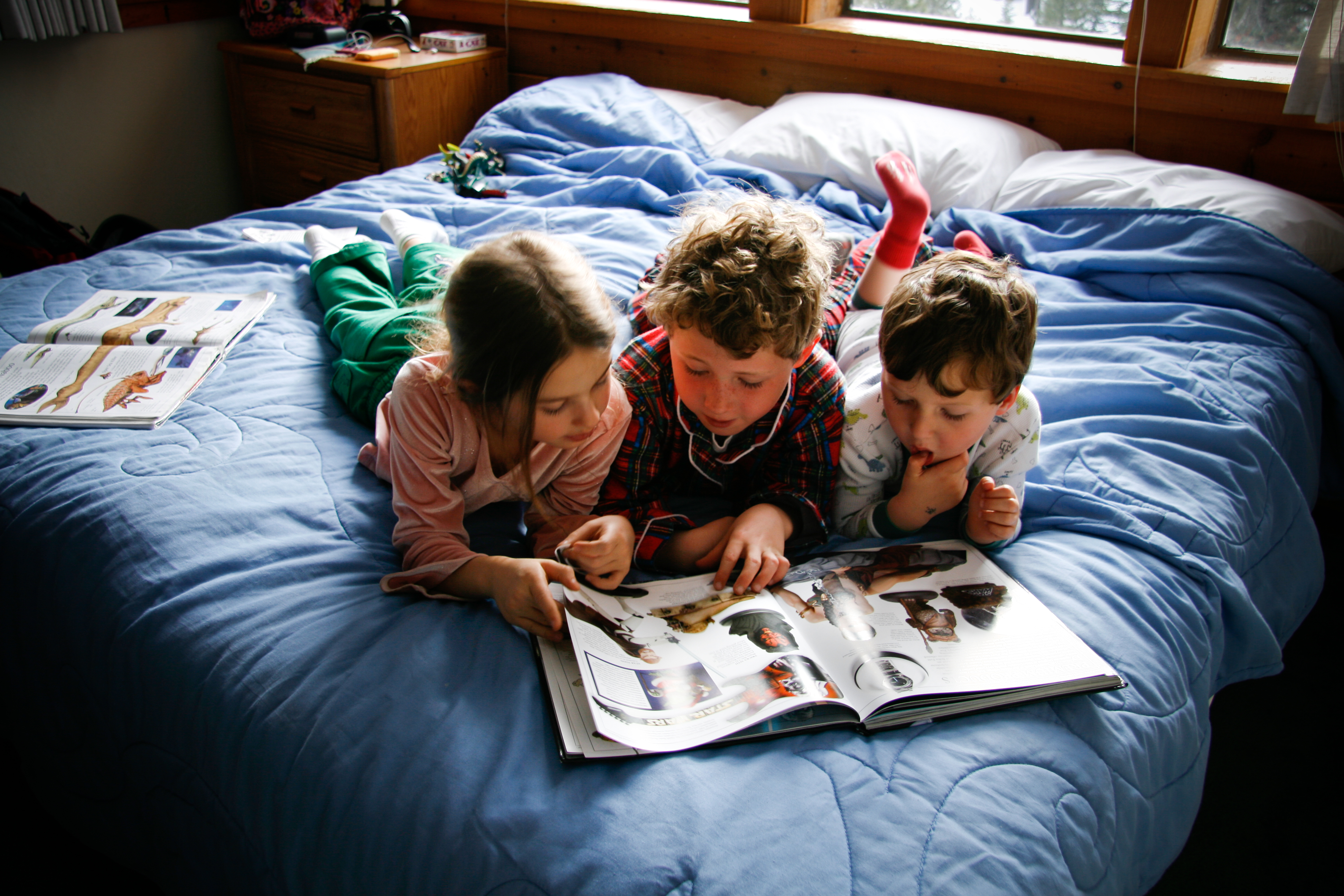
درس خواندن کودکان در خانه و مدرسه

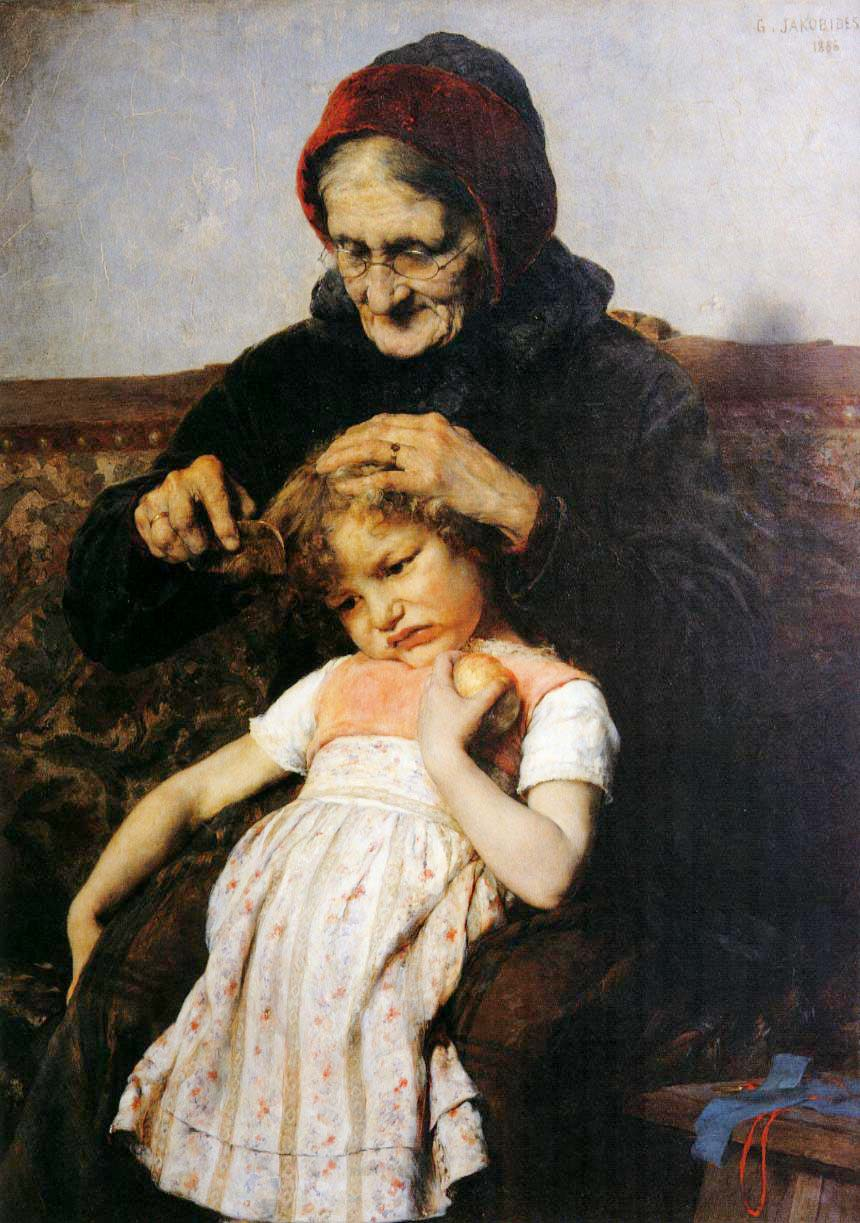
آراستگی

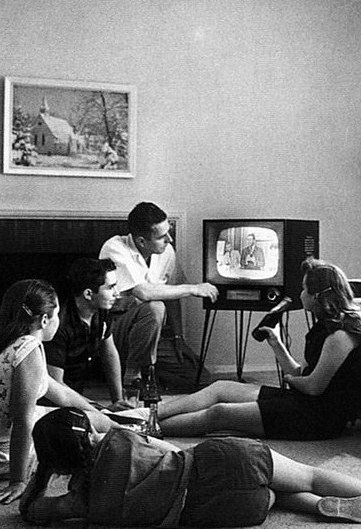
تماشا کردن تلویزیون

زندگی (زیست) روزمره عبارتی است برای اشاره به اعمال، افکار، یا احساساتی که در زندگی یک فرد، گروه یا جامعه به‌طور معمول و روزانه جاری است. بخش عمده‌ای از زندگی روزمره از ویژگی‌های جاری محیط جهت یافته و به واسطه فرایندهای شناختی خودکار شخص از محیط، و بدون دخالت هیچ نوع انتخاب خودآگاهی به صورت خودکار اتفاق می‌افتد. «جامعه‌شناسی زندگی (زیست) روزمره» شاخه‌ای از جامعه‌شناسی است که بررسی معنای زندگی روزمره و سازمان آن می‌پردازد.
در طول سال‌ها، آنچه که مردم در «زندگی (زیست) روزمره» خود انجام می‌دهند به‌طور چشمگیری تغییر کرده‌است. فرم‌های مختلف رسانهای در خدمت اهداف مختلفی در زندگی روزمره افراد متفاوت درآمده‌اند، که این امر به مردم فرصت انتخاب استراتژیک و منطقی از فرم‌های گوناگون رسانه‌ای می‌دهد تا به‌طور مؤثری به آن‌ها در انجام وظایفشان کمک کرده باشند. (از قبیل تماشای تلویزیون، استفاده از اینترنت، گوش دادن به رادیو، خواندن روزنامه و مجلات، و غیره). با این حال، عده افرادی به‌طور فزاینده‌ای هر روز از اینترنت بیشتر از دیگر اشکال رسانه‌ای استفاده می‌کنند در حال افزایش است. به‌طوری که بسیاری از مردم نگرانند که افزایش تعداد کسانی که از اینترنت به عنوان رسانه اجتماعی خویش بهره می‌گیرند، باعث سلب کیفیت روابط انسانها شده و اجازه تعاملات ارزشمند اجتماعی را به مردم نمی‌دهد.